# Morti nel 1434
| Questa pagina contiene informazioni ricavate automaticamente dalle voci biografiche con l'ausilio del template Bio e di un bot. L'aggiornamento è periodico e automatico e ricostruisce completamente la pagina. Se manca una persona in questa lista, sei pregato di non aggiungerla, ma accertati piuttosto che la sua voce biografica contenga il template Bio e che i dati anagrafici siano correttamente compilati. Se il template Bio manca, inseriscilo tu stesso o, in alternativa, metti l'avviso {{tmp\|Bio}} che ne segnala la mancanza. Se i dati riportati sono sbagliati, correggi direttamente la voce biografica; le modifiche saranno visibili in questa lista entro pochi giorni. Per chiarimenti vedi il progetto biografie. La lista contiene solo le 22 persone che sono citate nell'enciclopedia e per le quali è stato implementato correttamente il template Bio. Pagina aggiornata al 18 feb 2025. |

- 5 febbraio - Giovanni I di Borbone, nobile francese (n. 1381)
- 14 marzo - Alfonso Carrillo de Albornoz, cardinale spagnolo
- 9 aprile - Ardicino della Porta seniore, cardinale italiano
- 20 aprile - Alessandra di Lituania, nobile
- 27 aprile - Vincentello d'Istria, condottiero italiano (n. 1380)
- 30 maggio - Procopio il Grande, presbitero e militare ceco (n. 1380)
- 1º giugno - Ladislao II Jagellone, sovrano lituano
- 5 giugno - Jurij di Zvenigorod, principe russo (n. 1374)
- 11 giugno - Bernardo I di Brunswick-Lüneburg, nobile
- 21 agosto - Sofia Paleologa, imperatrice bizantina (n. 1399)
- 12 novembre - Luigi III d'Angiò, principe francese (n. 1403)
- 18 novembre - Thomas Chaucer, politico inglese (n. 1367)
- 15 dicembre - Enrique de Villena, nobile, scrittore e poeta spagnolo (n. 1384)
- Ubertino Albizi, vescovo cattolico e teologo italiano
- Arnold di Bergen, arcivescovo cattolico norvegese
- Juan Alfonso de Baena, scrittore spagnolo (n. 1375)
- Konrad von Dhaun, vescovo cattolico tedesco (n. 1380)
- Bernardo Guadagni, banchiere e politico italiano (n. 1367)
- Maria di Berry, contessa (n. 1375)
- Cisse von Rutenberg
- Zheng He, navigatore, ammiraglio e diplomatico cinese (n. 1371)
- Guillaume de Vienne, nobile francese (n. 1360)